# مارکوس گلهاوس
مارکوس گلهاوس (انگلیسی: Markus Gellhaus؛ زادهٔ ۹ ژوئن ۱۹۷۰) بازیکن فوتبال اهل آلمان است.
از باشگاه‌هایی که در آن بازی کرده‌است می‌توان به باشگاه فوتبال پادربورن اشاره کرد.